# Hataulete
Hataulete ist ein osttimoresischer Ort im Suco Vatuvou (Verwaltungsamt Maubara, Gemeinde Liquiçá). Er liegt im Osten der Aldeia Vatu-Nau in einer Meereshöhe von 203 m, am Ostufer des Flusses Palapu. Jenseits des Flusses befindet sich der Ort Tolema, nordöstlich der Ort Katnaulete und weiter im Norden das Dorf Vatu-Nau. Nach Süden führt eine Straße nach Vitanau.